# Pfefferberg

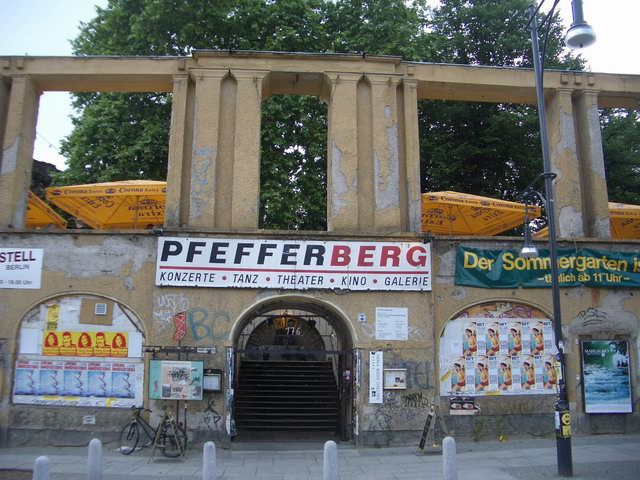
Kulturcentrum Pfefferberg vid Senefelderplatz.

Pfefferberg var tidigare ett bryggeri som numera är ett populärt kultur- och nöjescentrum i stadsdelen Prenzlauer Berg i Berlin.